# PowerWash Simulator
PowerWash Simulator è un videogioco di simulazione sviluppato da Futurlab e pubblicato da Square Enix Collective. Disponibile in accesso anticipato su Steam dal 19 maggio 2021, è stato distribuito per Microsoft Windows, Xbox Series X/S e Xbox One il 14 luglio 2022. Il 31 gennaio 2023 è stato pubblicato per PlayStation 5, PlayStation 4 e Nintendo Switch.
Il gioco ha ricevuto DLC a tema Tomb Raider, Final Fantasy VII, SpongeBob, Warhammer 40.000, Ritorno al futuro, Alice nel paese delle meraviglie, Shrek e Wallace e Gromit.